# سولا (نروژ)
سولا یا (زولا) یک شهر در شهرستان روگالاند در نروژ است. این بخشی از منطقه Jæren است. در سال ۱۹۳۰ شهر قدیمی Håland به سولا و مادلا تقسیم شده است.
فرودگاه سولا استاوانگر در اینجا قرار دارد. با وجود باد و امواج، ساحل شن و ماسه زولا مکان محبوب وندسرفنج است. شهر زولا در منطقه شمال Jæren واقع شده است. . استاوانگر، کلپ و ساندنس شهرهای همسایه ی سولا هستند. در بخش غربی سولا سواحل شنی رو به دریای شمال، به طول ۵ کیلومتر ( ۳.۱ مایل ) وجود دارد. مساحت سولا ۶۹ کیلومتر مربع (۲۷ مایل مربع) می باشد. در سولا جمعیتی حدود ۲۰ هزار نفر زندگی می کنند.